# CRH
CRH (China Railway High-speed, în chineză: 中国铁路高速) este sistemul de trenuri de mare viteză din China. Rețeaua este operată de Ministerul Căilor ferate din China. În sistem sunt prezente trenuri derivate din ICE, Shinkansen și Pendolino.

## Material rulant

### CRH1

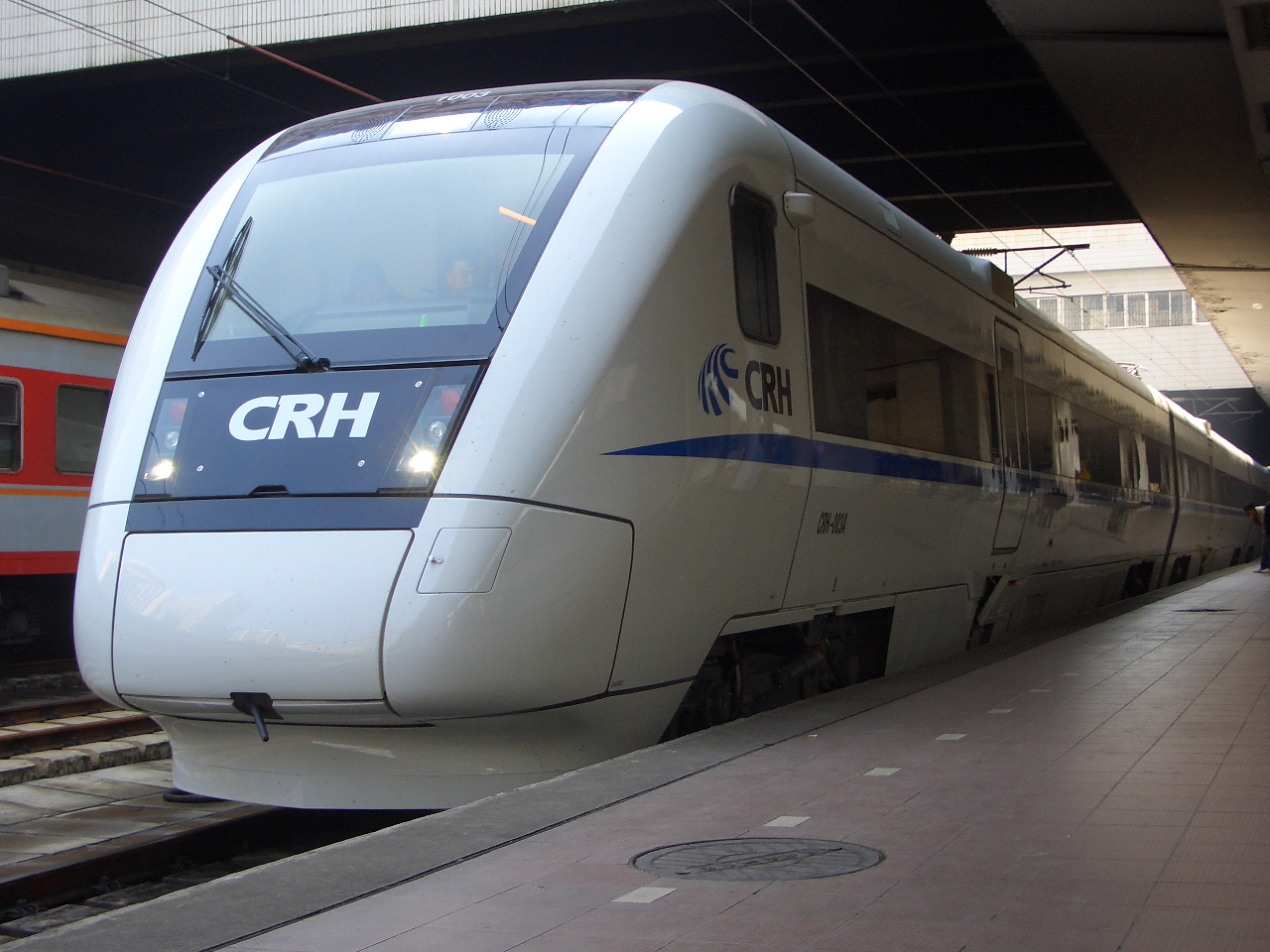
CRH1

Automotoarele CRH1 reprezintă un model de trenuri de mare viteză bazat pe modelul Bombardier Regina și construite de un joint-venture chinezo-canadian între Bombardier și Sifang în orașul Qingdao. Există mai multe variante ale modelului, videza maximă variind între 250 și 380 km/h.

### CRH2
Pentru mai multe detalii, vedeți CRH2.

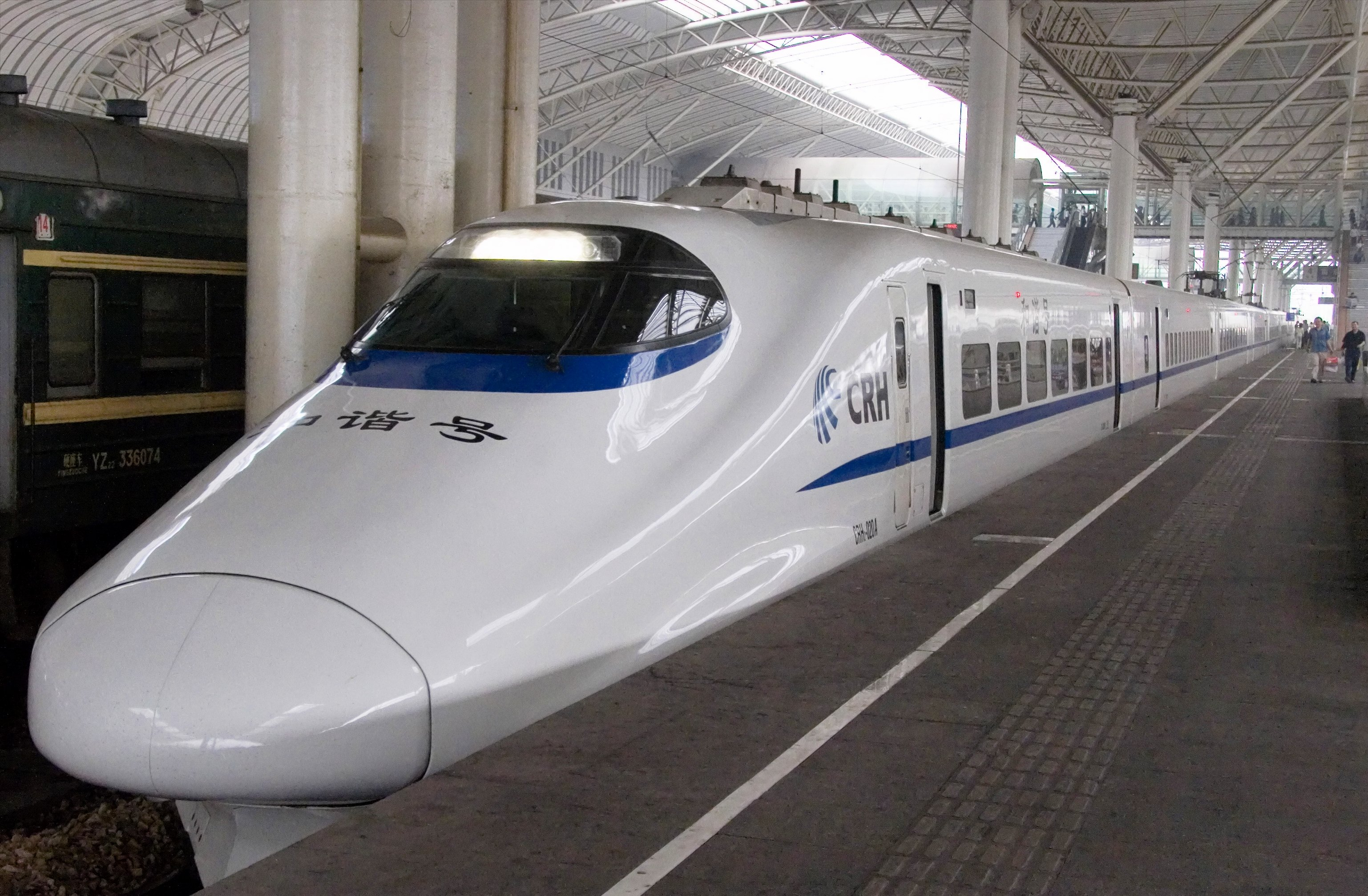
CRH2

Modelul CRH2 se baza inițial pe modelul japonez Shinkansen Seria E2, atingând o viteză maximă de 250 km/h. Ulterior, compania chineză CSR Qingdao Sifang a realizat sub același nume un proiect propriu.
Modelul CRH3 are la baza modelul Velaro, produs de catre Siemens.Este echipat cu motoar de c.c. pe fiecare boghiu, fiecare dezvolta intre 550 kW si 600kW. Astfel o garnitura de tren poate dezvolta o putere intre 8800 kW si 16400 kW, cu viteza maxima intre 250-380 km/h. Viteza de utilizare in China este de 300-350 km/h.

### CHR5

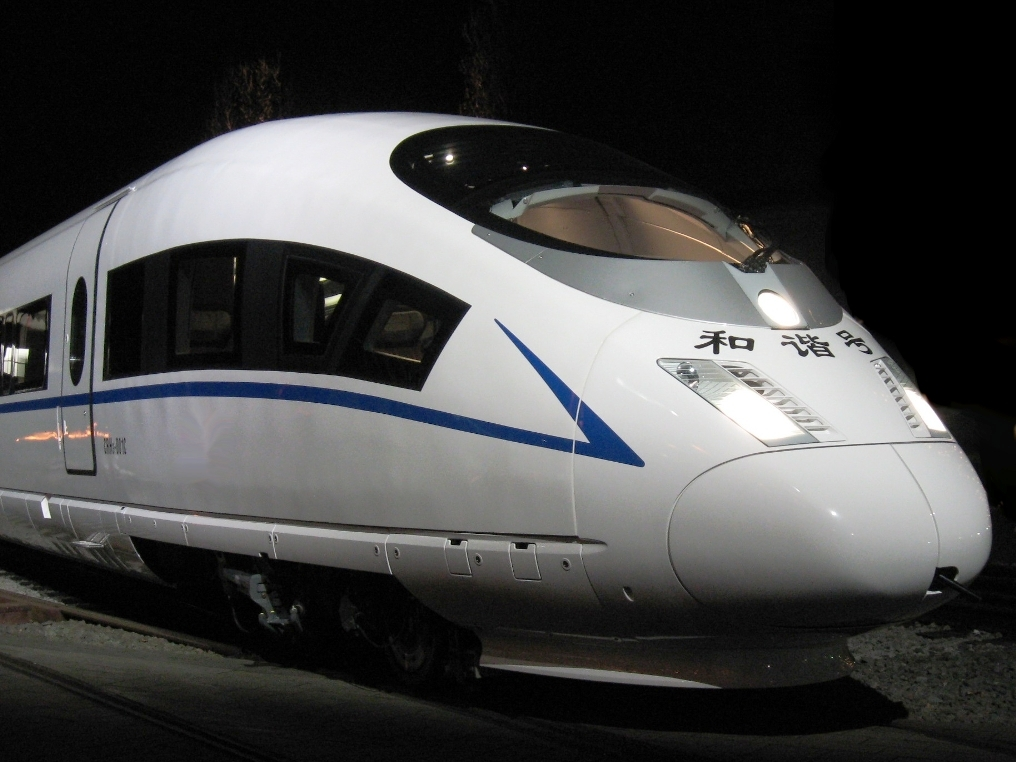
CRH3
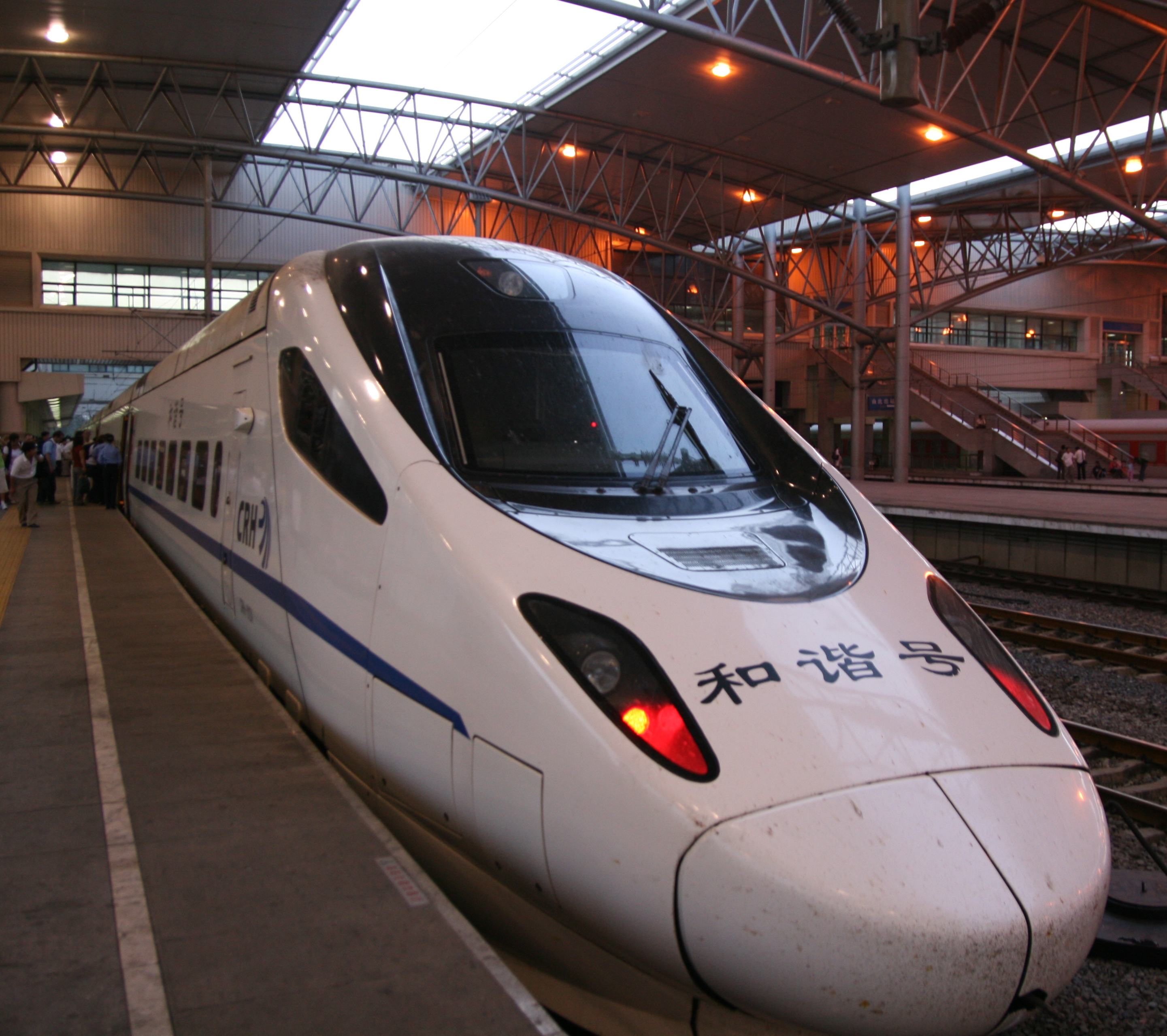
CRH5
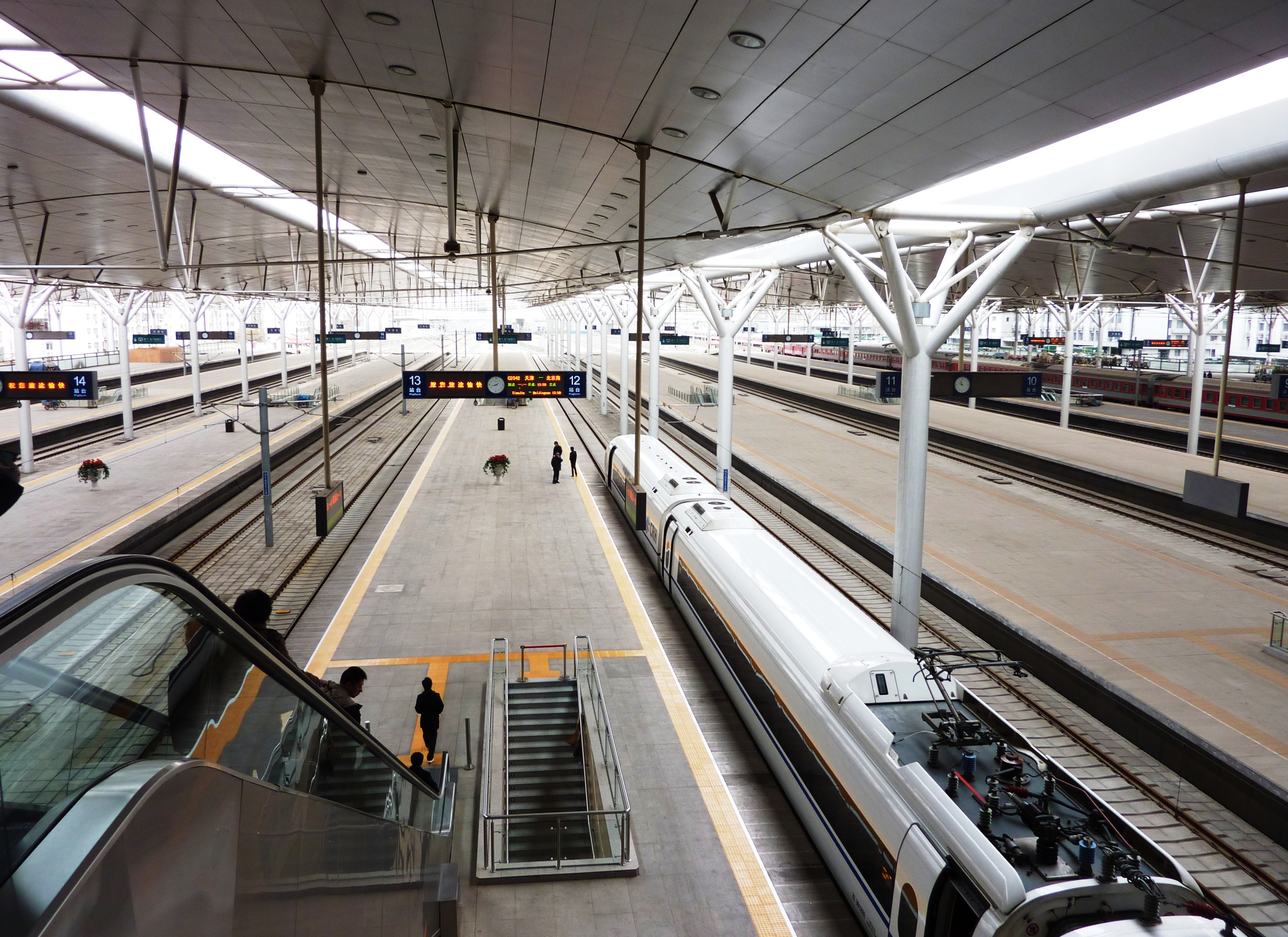
Tianjin CRH Station